# Friesch Dagblad

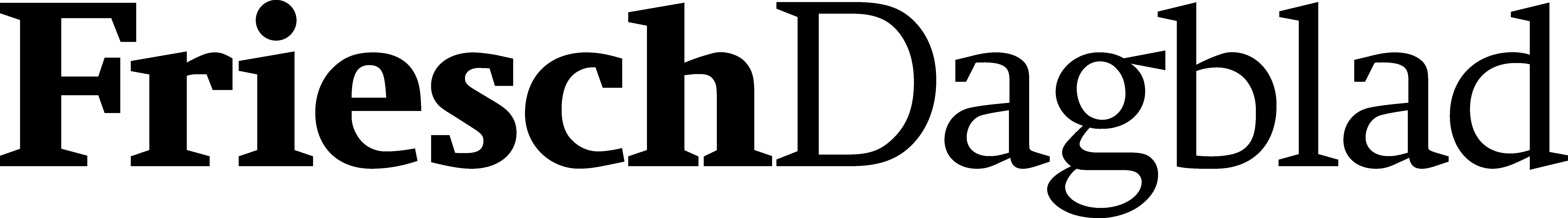
Logo Friesch Dagblad

Das Friesch Dagblad ist eine niederländische Regionalzeitung mit Redaktionssitz in Leeuwarden. Herausgeber der Zeitung ist die Friesch Dagblad Holding, die ebenfalls in Leeuwarden beheimatet ist. Die Zeitung erscheint sechs Tage die Woche im Broadsheet-Format, davon montags bis freitags als Abendausgabe und samstags als Morgenausgabe. Die bezahlte Auflage betrug im ersten Quartal 2008 14.577 Exemplare.
Das Friesch Dagblad ist die einzige Regionalzeitung der Niederlande mit christlich-protestantischer Ausrichtung. Historisch bestand eine Nähe zur Partei ARP, später unterstützte man die Bildung des überkonfessionellen CDA, in dem die ARP aufging. Heute bezeichnet sich die Zeitung als überparteilich und nicht an eine besondere Kirche gebunden. Chefredakteur ist derzeit Lútzen Kooistra.

## Geschichte
Vorläufer des Friesch Dagblad war die Provinciale Friesche Courant, ein Organ der ARP, das von deren „Provinciale Persvereniging voor Friesland“ herausgegeben wurde und an zwei Tagen die Woche erschien. Nachdem mit De Standaard bereits seit 1872 ein überregionales Organ der ARP bestand, wollte der Parteiführer Abraham Kuyper auch regionale Zeitungen als Ergänzung. So kamen De Graafschapper 1877, De Zeeuw 1886 und im gleichen Jahr de Nieuwe Provinciale Groninger Courant hinzu. Die „Provinciale Persvereniging voor Friesland“ folgte deutlich später im Jahr 1899, die dann im Januar 1900 die Erstausgabe der Provinciale Friesche Courant herausbrachte. Das Blatt konnte zunächst 2.000 Abonnenten für sich gewinnen, diese Zahl fiel jedoch anschließend um mehr als die Hälfte. Anstatt die Zeitung ersatzlos einzustellen, wurde der umgekehrte Weg gegangen und mit finanzieller Hilfe von außerhalb der Nachfolger Friesch Dagblad gegründet, der von 1903 an täglich (außer am Wochenende) erschien.
Während der deutschen Besatzung im Zweiten Weltkrieg stellte die Zeitung ihr Erscheinen ein, da sie sich nicht der eingeführten Zensur unterwerfen wollte. Nach dem Krieg erschien sie von neuem und hat die in den 60er Jahren beginnende Loslösung anderer christlicher Zeitungen von ihrem Hintergrund nicht mitvollzogen. Während überregionale Zeitungen wie de Volkskrant und Trouw diesem Hintergrund gänzlich abschworen (de Volkskrant) oder schließlich Chefredakteure einsetzten, die gar keiner Kirche mehr angehörten (Trouw) und sich dies auch bei regionalen Zeitungen so durchsetzte, blieb das Friesch Dagblad eine christliche Zeitung.
2002 wurde mit Het goede leven eine überregionale Wochenzeitung ins Leben gerufen, die von der gleichen Redaktion wie ihre Mutterzeitung betreut wird. Der langsame, aber seit dem Jahrtausendwechsel kontinuierliche Auflagenverlust (im 4. Quartal 1999 betrug die bezahlte Auflage noch 19.243) führte jedoch zu finanziellen Verlusten und schließlich auch zu Entlassungen.

## Sonstiges
- Aus Anlass des hundertjährigen Bestehens der Zeitung pflanzten am 29. November 2003 300 Leser einen neuen aus 3.000 Bäumen bestehenden Wald.

## Weiterführende Informationen